# Carel Adolph Lion Cachet
Pour les articles homonymes, voir Cachet.
Carel Adolph Lion Cachet (Amsterdam, 28 novembre 1864 - Vreeland, 15 mai 1945) est un designer, graveur et céramiste néerlandais, qui a joué un grand rôle dans la transformation des arts décoratifs néerlandais au début du XXe siècle.

## Vie et œuvre
Né Carel Adolph Cachet, en 1901, il a ajouté "Lion" à son nom. De 1880 à 1885, il fait des études pour devenir instituteur à Amsterdam et devient professeur d'art dans diverses écoles de la ville. 
Peu à peu, il devient un artiste d'arts décoratifs. Il utilise la technique du batik pour concevoir des produits textiles, est graveur sur bois, conçoit des papiers peints, des tapis, des poteries décoratives, des meubles, des billets de banque, des affiches; il est également concepteur de reliures et réalise les décorations de salons de plusieurs paquebots néerlandais, notamment pour la Stoomvaart-Maatschappij Nederland. 

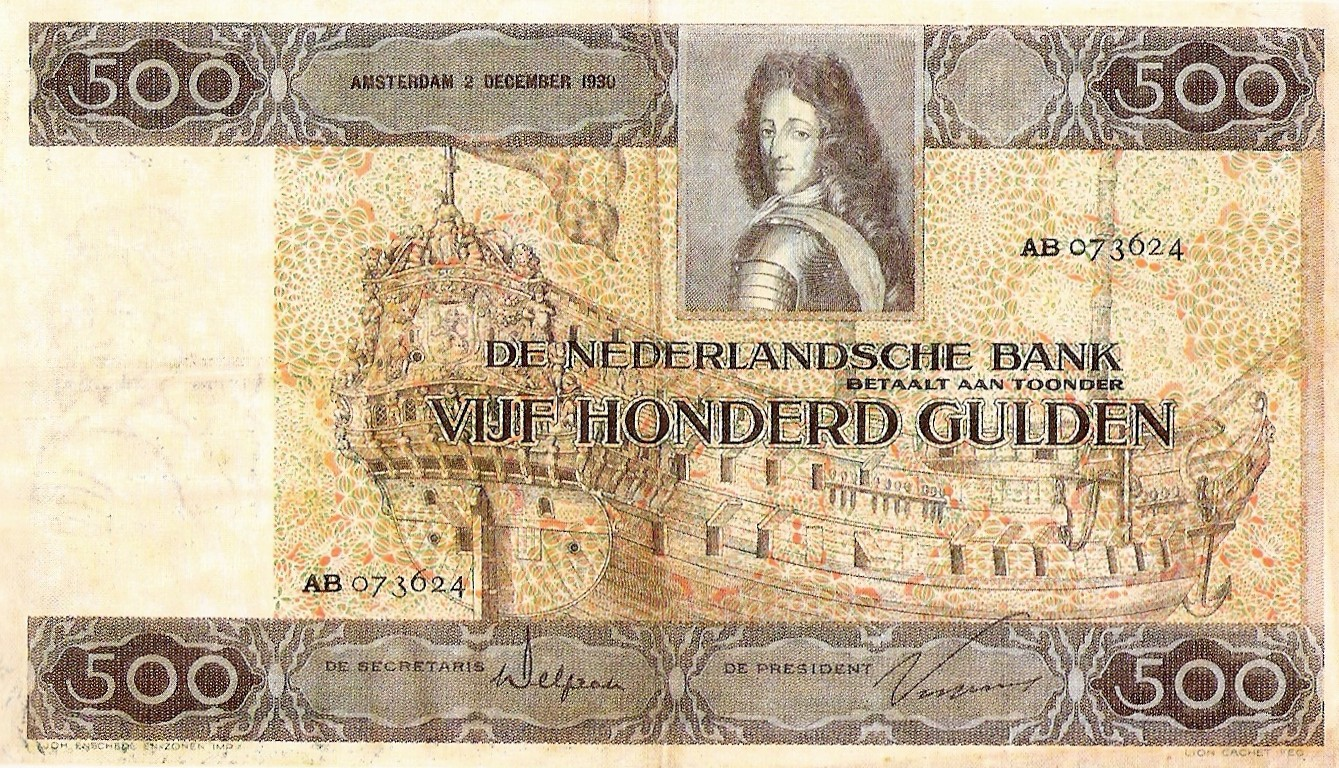
Billet de 500 Gulden, 1930
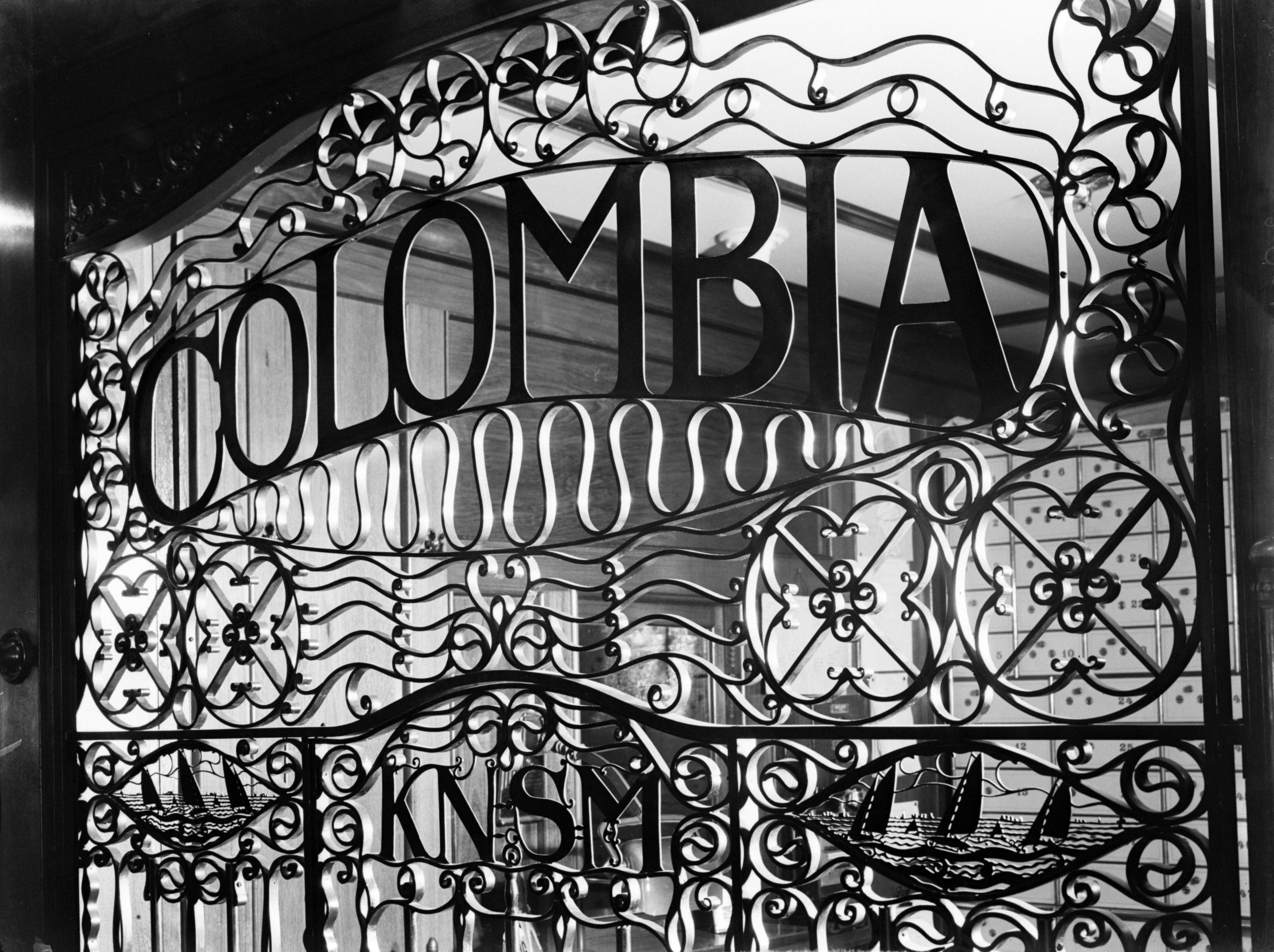
Intérieur du navire SS Colombia (1930)
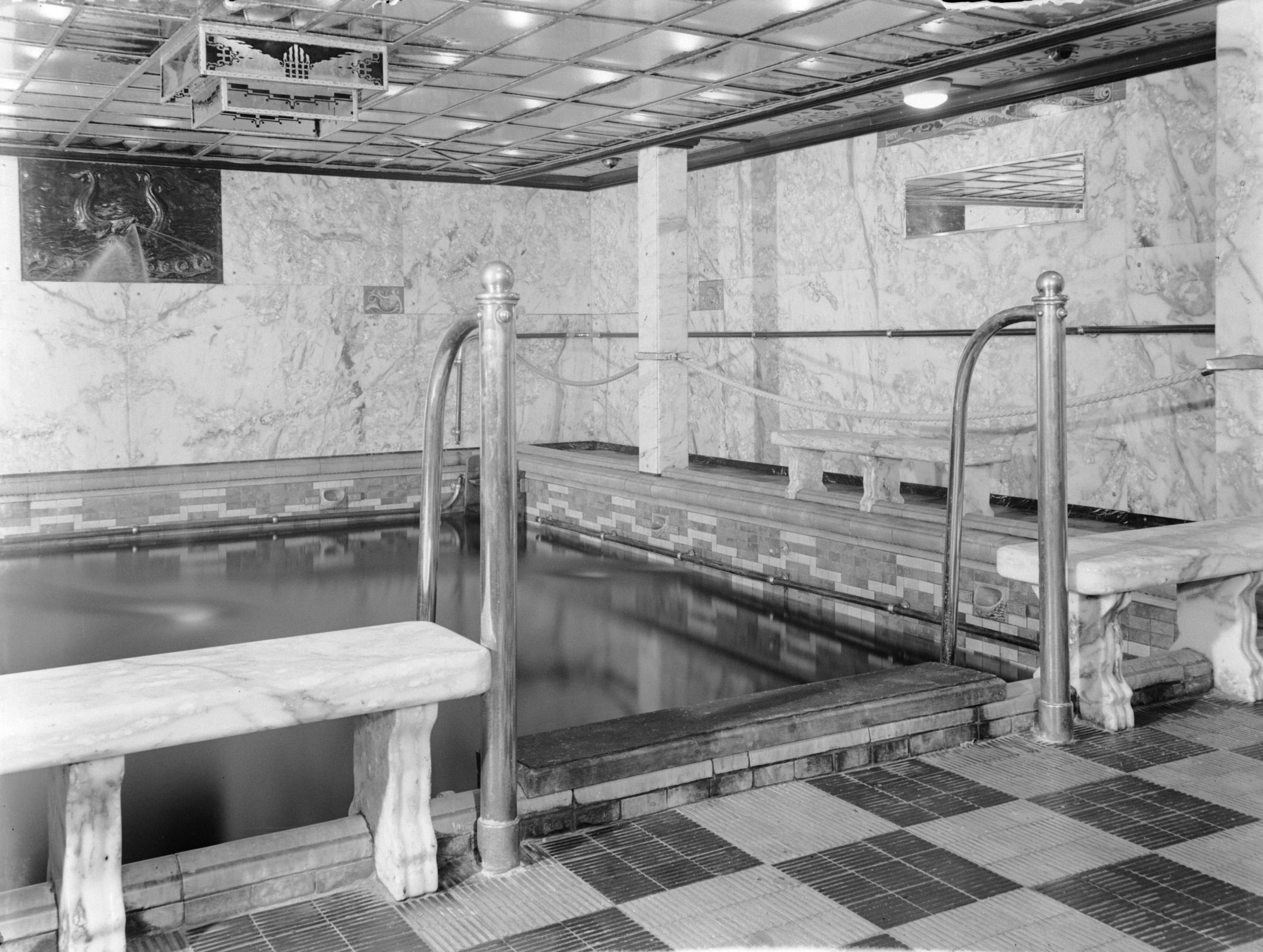
Piscine du SS Colombia (1930)
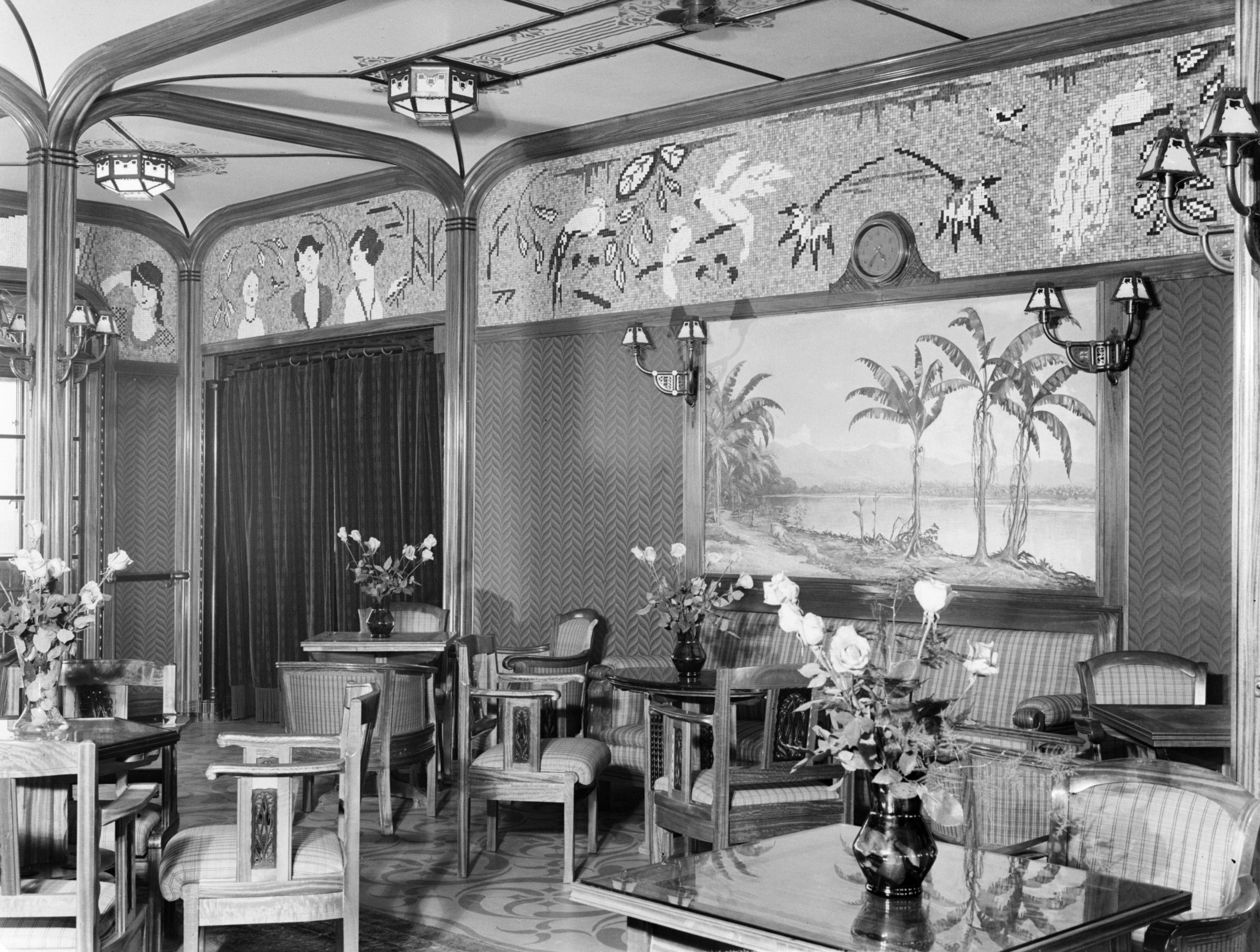
Intérieur du navire SS Colombia (1930)
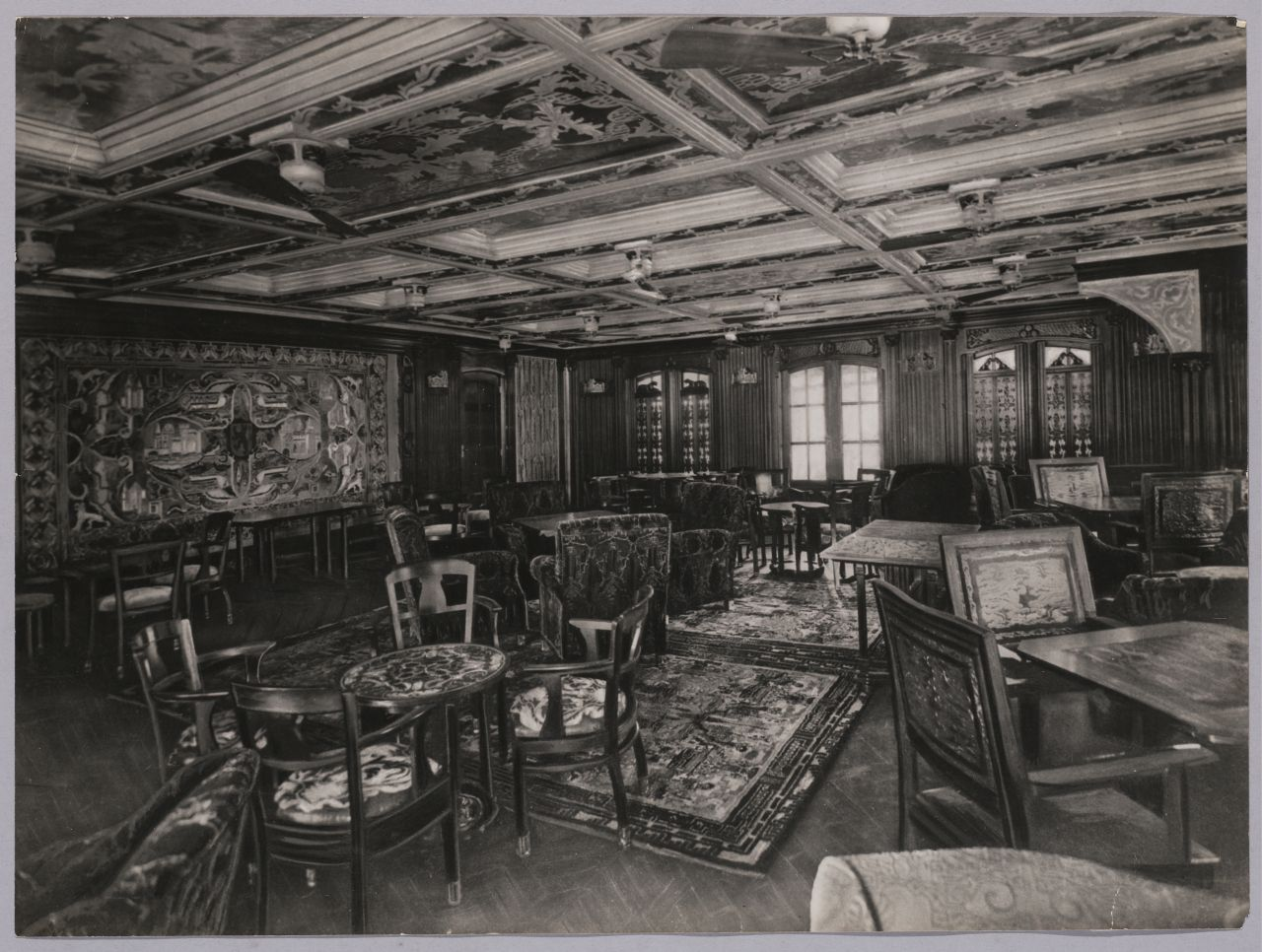
Intérieur du SS Veendam